# Liberté Dembaya
Liberté Dembaya è un comune rurale del Mali facente parte del circondario di Kayes, nella regione omonima.
Il comune è composto da 18 nuclei abitati:
- Alahina
- Banankabougou
- Banzana
- Bongourou
- Bougarila
- Dyalla (centro principale)
- Gaîma
- Goundiourou
- Heremakono
- Kamankolé
- Kéniékollé
- Kobada Banlieue
- Kobada Médine
- Konimbabougou
- Koumbamadya
- Papara
- Salabougou
- Sébétou